# 尹士昀
尹士昀（：／ Yun Sa-yun，1409年—1461年），本貫坡平尹氏，朝鮮王朝政治人物，父親為鈴平君尹墦。為貞熹王后的兄長，尹任的曾祖父。
中宗時，尹元老兄弟為曾孫尹任的親族。尹元衡、尹元老兄弟的高祖父尹士昕為其弟。

## 生平
1453年（端宗元年），首陽大君發動癸酉靖難後，被冊封為靖難功臣。兩年後，晉為靖難佐翼功臣兼工曹判書。後改為寶文館大提學。爵鈴平君。

## 家族系譜
- 父：尹璠（朝鲜语：윤번） 判中樞府事 坡平府院君 贈領議政（1384-1448，諡號貞靖）
- 子：尹甫 工曹參判 贈領議政 坡陵府院君
- 孫：尹汝弼（朝鲜语：윤여필） 靖國功臣 領敦寧府事 坡原府院君 贈領議政（1466-1555，諡號靖憲）
- 曾孫：尹任
- 曾孫女：章敬王后尹氏，中宗第一繼妃
- 玄孫：尹興智
- 玄孫：尹興信
- 玄孫：尹興忠
- 玄孫：尹興孝